# أقراطس المالوسي
أقراطس المالوسي فيلسوف ونحوي يوناني من المدرسة الرواقية.
ولد في مالوس بكيليكيا في القرن الثاني قبل الميلاد. اقتتح مدرسة للفلسفة في برغاما بآسيا الصغرى، وبعث سفيرا إلى روما عام 168 ق.م.

## روابط خارجية
- أقراطس المالوسي على موقع الموسوعة البريطانية (الإنجليزية)